# 後宮甄嬛傳
《後宮甄嬛傳》是中国大陆2011年的一部古裝宮廷劇，由孙俪、陈建斌、蔡少芬、李东学、劉雪華、蒋欣、李天柱、陶昕然、斓曦、张晓龙、藍盈瑩、孫茜和战菁一领衔主演。电视剧改编自作家流潋紫创作的同名小说，由郑晓龙担任导演，流潋紫和王小平担任编剧，主创人员将电视剧的背景由原作的架空历史改为清朝雍正年间，剧情讲述了主角甄嬛在选秀入宮后，经历了宫廷的风云变幻，从无知天真到精于权谋，最终成为皇太后，却仍感終究不過是一千古傷心人的故事。评论称赞该剧复杂的人性刻画和细致的历史呈现，但也存在抄袭指控及价值观方面的争议。《甄嬛传》发行后在中国大陆和台湾获得高收视率且频繁重播，被视为电视史上最具影响力的华语剧集之一。

## 剧情大纲
清朝雍正年间，出身官宦家庭的长女甄嬛与密友沈眉庄、安陵容一同参加选秀，本心只想混个充数，却因相貌类似于皇帝的旧爱纯元皇后意外获得皇帝的青睐，赐予封号“莞”，与眉庄、陵容一起入选，成为皇宫中的一员。起初，甄嬛天真无邪，与眉庄、陵容结成密友，共同在后宫中游走。然而，她很快意识到后宫的险恶，皇后与华妃的权力斗争使得她屡次险象环生，多次陷入生死危机。而她本人的小产、眉庄的冤案和陵容的变心更让她感受到了后宫的凉薄，甄嬛逐渐变得精于算计。甄嬛凭借才智扳倒了华妃，但随后又因被皇后所陷害而失宠，父亲也被误牵入文字狱，受尽折磨。甄嬛心灰意冷，在生下女儿后到甘露寺出宮修行。
甄嬛在宫外的甘露寺受尽欺凌，但果亲王允禮对她照顾备至，二人渐生情愫，盼望着有机会远走高飞。然而，在果亲王误传死讯后，甄嬛为了保护腹中果亲王的孩子和病重的父亲，设计冒险重回宫中，以身试法，再度陷入权谋斗争之中。
回宫后的甄嬛被假称四阿哥弘历的生母，冠以鈕祜祿之姓，封为熹妃。最终，甄嬛在宫中顺利生下龍鳳胎，其父的冤案也得以平反，甄家再度兴盛。而虽果亲王活着回来，但为保全自身和果亲王，甄嬛不得不断绝二人的情感。回宫后，甄嬛多次避过皇后的陷害，并最终用腹中不健全的胎儿和纯元皇后的死因成功扳倒皇后，成为后宫的权力中心。但此时皇帝却对她产生疑虑，怀疑她与果亲王的私情，甚至对她的雙生子身份产生疑问。随后，皇帝逼迫甄嬛用毒酒杀害了果亲王。为了复仇，甄嬛默许了同样傾心果亲王的叶澜依毒杀皇帝的计划，最终导致皇帝驾崩。雍正皇帝驾崩后，甄嬛养育的皇子弘历登基，她被尊为皇太后，享尽富贵荣华。然而，回首往事，她不禁感慨生命的曲折和宫廷的险恶，即便自己看起来拥有了一切，也只不过是一个千古伤心人。

## 演员与角色
- 孙俪 飾 甄嬛
- 陈建斌 飾 皇帝
- 蔡少芬 飾 皇后
- 李东学 饰 果亲王允礼
- 劉雪華 飾 太后
- 蒋欣 飾 华妃
- 李天柱 飾 蘇培盛
- 陶昕然 飾 安陵容
- 斓曦 飾 沈眉庄
- 张晓龙 饰 温实初
- 藍盈瑩 饰 浣碧
- 孫茜 饰 崔槿汐
- 战菁一 饰 流朱

## 背景与制作

### 开发
《甄嬛传》改编自作家流潋紫的同名小说。这部剧由鄭曉龍担任导演。对于拍摄这部电视剧的原因，郑晓龙表示，他在妻子王小平的推荐下看完了小说。他认为该小说“故事好看，而且有厚重的历史感，通过改编可以构成一部有批判性的后宫故事”。之后，郑晓龙将小说推给了推荐给了制作人曹平（后成为电视剧的总制片人）。流潋紫表示，2007年在她创作原作第三部的时候，郑晓龙就开始与她联系。同年，郑晓龙和曹平买下了小说六年的改编权。2009年，小说的版权被北京电视艺术中心购进。郑晓龙称当年从流潋紫那里购买版权时正处于古装戏的低潮期，因此在购买时几乎没有竞争对手。这部剧也成为了郑晓龙第一部执导的古装剧。

### 编剧
剧情的编剧由王小平和小说的原作者流潋紫共同担任。2009年，流潋紫和郑晓龙开始商量剧本。小说原作将故事的背景設定在架空的大周朝，电视剧改为清朝，首先是因广电总局要求被划到历史题材类的《甄嬛传》“不能架空历史，要有个历史背景”。其次，导演郑晓龙也希望借此能“提升历史感”，他认为“剧本如没有一个实实在在的朝代，总是飘的，就不能落地”。他最初决定在唐朝和清朝两个朝代择一进行改编，但由于唐朝的开放与剧情不服，且流潋紫认为小说出现了相当多的宋词和明清诗词，如果改在唐代，这些就无法使用了。最终郑晓龙和流潋紫将故事安排在雍正年间。流潋紫认为，雍正“是个贤明的君主，处理问题理性而不感性，这样故事才会更纠结好看”。在改编剧本时，郑晓龙要求雍正时期所有的政治活动都必须严格按照史实去描写，但因为皇帝和嫔妃之间的故事正史上甚少记载，因此允许这一部分内容是虚构的。為让戏剧更加真實，郑晓龙还经常请教清史专家清朝的宫廷礼仪，并曾三次造訪故宫，去实地丈量土地，每次都停留一整天。此外，他認為“过度渲染帝王如何至情至性并不真实”，因而將原作情感的部分简单处理，希望拍一个有历史厚重感的戏，体现出封建制度对人性的摧残，对封建社会进行理性批判。为了更具批判意义，电视剧对主角甄嬛的人设也进行了改编。与小说中一开始就工于心计不同，电视剧的甄嬛是从单纯但因各种事件而逐渐变得有心机的。在将小说落地的过程中，王小平对着最初的本子修改了三稿。而流潋紫则称她将“剧本做了一年半，改了十几个版本”。她删去了小说的许多人物和情节，也根据郑晓龙的指导，修改了过分书面的用语。而直到戏剧开拍后，剧本仍在边拍边改。

### 选角

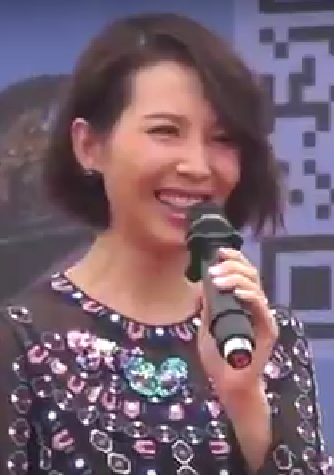
蔡少芬饰演皇后。

郑晓龙表示，他在選角时是根據角色去考虑演员的。他認為劇中“每个人塑造出来的形象都是很立体的，而且你一看就能看出来谁是谁，而不会看串了”。此外，郑晓龙认为，一部剧的好坏不仅是靠演员，更重要的是在剧本上下工夫。因此，在选角时，郑晓龙并不在意演员是否是新人，从而选中了大量新人加入剧组。
主角甄嬛由孙俪飾演，導演鄭曉龍最初对从未演过古装戏、並且一直演柔弱女子的孙俪没有充分的信心，但因為妻子王小平力挺，这才決定用她，對此孙俪表示“感激郑晓龙导演敢把甄嬛交给我”而鄭曉龍后来也力挺孙俪，表示“甄嬛很叛逆，这和孙俪很像”。皇后由蔡少芬出演，她本身就經常演出香港宮廷劇，也是流潋紫的偶像。在皇后一角敲定由蔡少芬出演后，流潋紫特地為此改編了劇本，給皇后增加了許多戏份。郑晓龙認為，蔡少芬的表演有特别饱满的情绪，没有“港台範儿”。蒋欣出演华妃，最初導演找她演的角色是曹贵人，他認為蔣欣长得太温婉，演不了跋扈的角色；但蔣欣認為小說中华妃的一根筋很可爱，她不希望大家觉得这是个反派角色，因此很想出演華妃一角，在請求导演讓她试戏之後，她的表現驚艷了導演，於是導演就同意蔣欣出演華妃。
沈眉莊由斓曦饰演，雖然她當初早已被劇組鎖定，但初次与導演会面時，郑晓龙希望考虑处理她的一颗虎牙，之後斓曦告诉导演虎牙已经拔了，她因而获得了试装试戏的机会。對於沈眉莊一角，斓曦稱从小学习黄梅戏的经历对她塑造人物帮助颇大。安陵容则由陶昕然飾演，她在拍摄《黛玉传》后與郑晓龙會面。最初陶昕然對於出演没有任何期待，但導演在翻看陶昕然带来的剧照時被她所饰演的贾探春的照片吸引住了，於是他抽出照片对着身边人说“我要的安陵容就是这样子”。郑晓龙與陶昕然聊了二十分钟後，就让她扮演安陵容。为了演好角色，陶昕然在剧组进行“自我封闭”，以寻找安陵容卑微、敏感而又阴毒的情感的影子。
陈建斌饰演皇帝，雖有观众质疑陈建斌饰演的雍正年龄过大，没有演出原小说中的飘逸帥氣感，但導演認為历史上的雍正在登基時就是40多岁，追求帥的皇帝反而是不真实的，他認為陈建斌年龄正合适，让这部戏更落地、更沉稳。同时，郑晓龙认为陈建斌身上具备了演绎皇帝在朝廷与后宫两面性的能力，因此对他很看好。本劇的禮儀老師张晓龙則出演太醫温实初一角，該角色是由導演钦点的，郑晓龙認為张晓龙对于这些细微的情感表达拿捏得都很到位，適合以一些细微的动作和眼神為主的溫實初在劇中的形象。李东学扮演果郡王，郑晓龙见了很多人，到李东学时談了不超过5分钟就告诉李东学，他是目前为止最像允礼的人。几天后李东学试戏，试了半天就顺利定了下来。而制片人则表示，李东学是新人，这样会更有突破性。

### 服装、化妆与道具
在敲定甄嬛由孙俪出演后，服装、造型、美术道具开始进入筹备阶段。《甄嬛传》的造型由陈敏正领导的小组负责。为还原历史，郑晓龙带领主创团队和专家们交流真实历史下妃子的妆容，但因时尚感的需要，团队亦并未完全照历史还原。小组为主角甄嬛一共制作了38款造型，并用不同的色彩来展现甄嬛的成长。在刚入宫时，甄嬛的妆面很淡，发型为齐刘海，唇部只涂抹了无色的唇油，这一妆容是为了体现其淡然悠远的心境。在甄嬛备受宠爱之后，她的妆容逐渐花俏，此时眼影变为晕染的灰色，并且涂抹了淡粉色腮红。在甄嬛升至嫔位后，她的头发变为了中分。这些变化是为了凸显甄嬛受宠后开始稍微有些表现。而在甄嬛开始复仇之后，她开始使用浓妆，皮肤呈现雪白色，唇色为哑光红唇，并涂抹了蓝色眼影，这一打扮可以让她显出威严的感觉。而安陵容的妆容则分为两个阶段，在刚入宫时，为体现其家境贫寒，她涂上了淡色的粗眉，浅粉的眼影和细细的眼线。在甄嬛回宫后，她的眼线加深，周围涂上一些紫色眼影，唇色则变为红色，以彰显其斗争心态。
《甄嬛传》的服装指导则由陈同勋负责。剧组的工作人员表示，这部剧的演员服装超过800套，饰品也制作了350多套。其中主角甄嬛在剧中的造型有28套，与之配套的首饰则有38套。安陵容和沈眉庄的造型也各有十几套，皇帝的服装则有15套。剧中服装面料采用了韩国纱、和服纱和真丝绡等，其绣工最多达到了七八层。服装上的图案参考了大清服饰宝典，并根据每个角色的个性和地位进行设计，服装各处的花纹均为人工绣制。为了确保配角不会抢掉主角的颜色，陈同勋给不同重要程度的角色定了不同的色谱。而其造型也多是宽衣大袖，以符合史实。对于首饰，不同嬪妃因等级不同，其首飾也各不相同。對於部分首飾，剧组使用了部分陈敏正的私家收藏，包括华妃和太后的点翠，还有后妃们的一些银饰制品。另一部分首饰则是新造。陈敏正将工作室十几个人分成饰品监制、毛发梳妆监制和妆面组三个团队，共打磨出了140多套首饰，总价高达上百万人民币。在饰品的用料则要求“每件金饰都是24K镏金，镀银也必须使用真银”，绢花亦使用独特的方法制作。由于使用真材实料，这些首饰非常重。
甄嬛的服装和首饰造型共分为三个阶段。在刚入宫时，她的服装上有许多自然元素，以体现其清纯质感。而饰品方面则尽可能地少，以体现甄嬛最初不肯入宫的心境。在入宫一阵子后，甄嬛的服装颜色开始变得沉稳，其服装图案也随着心情发生变化。考虑到礼制，她开始戴上小旗頭，耳环、项链等装饰物也随之增加。在第三阶段，为了体现甄嬛的霸气，她的云肩开始使用竹子支撑，旗鞋也加得更高。首饰颜色则以紫、金和蓝色为主。安陵容的服装和首饰造型共分为两个阶段。在初出场时，除了两支素银簪子外，她没有任何配饰。在甄嬛回宫后，安陵容梳起了刘海，头饰也开始变得华丽。皇后的服装则全剧一直以明橘色为整体主色，其头饰也多用艳黄色、明黄色和灿金色。而华妃的服饰则多以明黄、艳红和深紫色为主，以体现其美艳。
对于剧中使用的家具，郑晓龙则找了北京一家专做仿明清家具的制造商，租了全套花梨木家具，从北京送往横店。剧中的许多摆件也价值不菲，瓷器全部采购于江西景德镇，皇后宫里的砚台是价值超过一百万人民币的真品。但剧中的食物则真假混用，喝药的戏中，药则用可乐加水代替。

### 配乐与原声带
刘欢在《甄嬛传》中负责创作大部分歌曲。他以历史真实为原则处理古曲，例如，演奏《长相思》时寻找宋朝真传的谱子，并请当代演奏大师录制。在美国期间，尽管未完全看完整部剧集，他提前创作了几首插曲，确保演员能在拍摄时对准口型。回到中国后，他花了三个月时间反复观看剧集，为每集创作音乐，并特地去横店调整音乐风格以与剧情场景保持一致。除了刘欢以外，姚贝娜也加入了歌曲原声带的演唱。刘欢在三宝的音乐剧《金沙》中注意到姚贝娜，并邀请她为《甄嬛传》录制歌曲。但由于当时姚贝娜正在接受乳腺癌术后化疗，故她的助理先拒绝了邀请。刘欢随后在与姚贝娜父亲姚峰联络后，姚贝娜在化疗的间隙录制完成了《甄嬛传》的歌曲。2012年4月9日，《甄嬛传》版权方花儿影视与京文唱片签约，宣布将推出电视剧音乐原声大碟。4月30日，原声大碟在北京图书大厦举办首发仪式及签售活动。2013年6月29日，专辑里紅顏劫和鳳凰飛这两首歌曲获得第17届春燕奖最佳电视剧歌曲奖。

#### 曲目列表
| 曲序 | 曲目                       |                | 演唱者 |
| ---- | -------------------------- | -------------- | ------ |
| 1.   | 菩萨蛮（插曲）             | 温庭筠（唐）   | 姚贝娜 |
| 2.   | 鳳凰飛（片尾曲，主题音乐） | 刘欢           | 刘欢   |
| 3.   | 采莲（插曲）               | 南华帝子       | 姚贝娜 |
| 4.   | 金缕衣（插曲）             | 佚名（唐）     | 姚贝娜 |
| 5.   | 惊鸿舞（插曲）             | 曹植（三国魏） | 姚贝娜 |
| 6.   | 菩萨蛮（男声珍藏版）       | 温庭筠（唐）   | 刘欢   |
| 7.   | 红颜劫（片头曲）           | 崔恕           | 姚贝娜 |
| 8.   | 君临天下（场景音乐）       |                |        |
| 9.   | 长夜孤枕（场景音乐）       |                |        |
| 10.  | 河边倾诉（场景音乐）       |                |        |
| 11.  | 妾随君去（场景音乐）       |                |        |
| 12.  | 秀女入宫（场景音乐）       |                |        |
| 13.  | 风雪山林（场景音乐）       |                |        |
| 14.  | 女儿泪涟（场景音乐）       |                |        |
| 15.  | 心心相依（场景音乐）       |                |        |

### 拍摄与后期处理
2010年9月18日，電視劇在北京开机拍攝。为求显像清晰、细腻，整部剧的拍摄工作全程使用电影镜头。为了让演出更真实，电视剧请了张晓龙指导演员们的宫廷礼仪。同时，由于台词都是半文言文，郑晓龙称“所有演员都要先期进行培训，现场也有培训”。剧中出现了惊鸿舞和满汉八旗冰嬉舞等舞蹈，其编排亦由张晓龙负责完成。郑晓龙表示，《甄嬛传》一共拍摄了2000多场戏。由于场次太多，拍摄分为成A、B两组进行。开机仪式后拍摄的第一个场景是皇帝和皇后在北京戒台寺一场拜神的戏。11月3日，剧组完成北京的拍摄，转移到横店影视城。由于横店位于中国南方，与故宫的场景有区别。因此，在拍摄时，剧组会尽力避开南方特有的芭蕉树。此外，剧组还制作了一些“半身”出镜的假树桩，以营造出御花园郁郁葱葱的样貌。2011年1月30日，《甄嬛传》在北京圆明园遗址公园的冰面上杀青。在后期制作中，制作人曹平表示，由于横店看到的群山在真实的故宫并不存在。因此，后期制作将山全部抹去了。除此之外，剧组还将横店的灰墙处理为红墙，将冬天拍的夏天戏份中演员说话哈出的水气也进行消除。最终，電視劇在粗剪后約有90余集，為了让故事更加紧凑，郑晓龙將影片剪到76集。

## 发行
对于电视台对《甄嬛传》的购入，总制片人曹平表示，电视剧在2010年8月首次亮相北京电视节时，就成为多家卫视台抢购的对象，还未开拍便已销售完毕。其中单家卫视购进《甄嬛传》的价码是每集95万元，76集总价达到了7220万元，创下了中国国内电视剧在卫视播出的价格纪录。2011年11月，《甄嬛传》以“后宫甄嬛传”的名称登陆中国大陆8家地面频道，其中广州电视台播出的为粤语版本。电视剧原订于2012年3月26日起在天津、江西、上海、安徽四家卫视同步上星播出。但由于中国國家廣播電視總局对宫廷剧的限制，为了成功在卫星频道播出，剧名去掉后宫二字改为《甄嬛传》，并最终只在东方卫视、安徽卫视两家频道的晚间黄金时段播出。網路方面，2011年，乐视网从甄嬛传的出品方花儿影视以2000万元购得了《甄嬛传》的独家网络版权，并随后与卫视同步播出。2018年，花儿影视将电视剧的线上版权分销给了优酷。
《後宮甄嬛傳》亦在中国大陆以外的地区播出。台灣方面，《後宮甄嬛傳》於2012年3月在華視首播，而緯來電視台隨後跟進播出。之后，愛爾達電視和八大電視亦购入了电视剧的版权。在韩国，CHING电视台于2012年4月4日以之名引进电视剧。香港方面，2012年9月，《後宮甄嬛傳》在有線電視播出之后，于2021年由TVB购得播出权并于2024年8月13日在TVB Plus播出。在日本，《甄嬛传》于2013年6月18日在BS富士以为名，使用中文原音和日文字幕播出，并在部分台词上附上注释。而在同年6月23日，《甄嬛传》以的名称在越南永隆廣播電視台播出。此外，2015年，《甄嬛传》還上线流媒体平台Netflix，相较于原版，Netflix版本将76集剪成6集（每集90分钟），同时补拍了孙俪老年妆的一些镜头，并配上了英文版的主题曲。
2023年12月22日，郑晓龙透露正在整理当年删减的电视剧片段，未来可能会播出93集完整版，以回馈自开播以来一直支持电视剧的粉丝们。

## 反响

### 收视率
《甄嬛传》在北京影视频道播出后，最高收视率达到了13.99%，成为了该频道电视剧年度收视冠军。在成都电视台播出时，第八周收视率达到4.81%，位列当时播出的所有节目第一。电视剧在東方衛視的播出，创下该台电视剧有史以来在本地和全国的收视最高值，并让该台连续20天收视居于卫视台同时段冠军或季军。而该剧在东方卫视白天时段的重播也位居同时段卫视冠军。电视剧在安徽卫视播出一周后获得了1.103的收视率，位居中国大陆第一。在乐视，《甄嬛传》上线一周即取得了近5亿的单集点击量。4月22日，其点击量突破了10亿。
在台湾，《甄嬛传》在刚开始播放时收视率较低，甚至未进入当地前十名。第二周，电视剧收视率上涨到了0.98，并进入了排行榜的前十，而后则继续上升至1.3。电视剧最後一集以2.97收視率，創下了華視8點檔多年來新紀錄。在緯來電視台，《甄嬛传》的完結篇收視亦達3.34。其后，电视剧在两台重播3次，其重播时收视率则不减反升。在香港，《甄嬛传》在有線電視播出后觀眾反应平淡。

### 影响力
2012年，由于强劲的收视率，《甄嬛传》在中国大陆和台湾不停重播。其中在中国大陆，黑龙江卫视等電視台更空出一個頻道，循环滾動播出《甄嬛传》，被網友戲稱為「甄嬛台」。在台湾，从2022年开始，每年农历新年期间，八大电视以馬拉松式播放的形式24小時不間斷播放《甄嬛传》。2025年播出「皇上駕崩」的橋段时，其在線觀看人數超过了8.3萬。这一现象引起了中国大陆国务院台湾事务办公室的关注，国台办认为这“充分說明兩岸血脈相連，文化相通心靈契合”。但台灣網友则反驳指宮鬥劇在中国大陆遭到了禁播。
《甄嬛传》播出后，商家推出了大量与剧情相关的产品，包括游戏、Cosplay服装、饰品等。此外，还有仿制剧中场景的熏香组合和特定的“甄嬛套餐”，这些产品引发了消费者的热议和购买。此外，《甄嬛传》中台词优雅而略带复古的语言风格也受到关注。不少网友在微博、论坛上广泛使用《甄嬛传》剧中的语言。这一语言形式被戏称为“甄嬛体”。陶晶瑩、小S、S.H.E、蔡依林、张惠妹、阿雅和阿信等艺人亦在公开场合使用甄嬛体。《甄嬛传》在互联网上也引发了二次创作热潮，该剧的许多经典台词和情节成为网络热梗和表情包的来源。而看过多遍《甄嬛传》，熟悉剧情，善于玩梗的观众，则被称为“甄学十级学者”。而由于《甄嬛传》剧情与职场的相似性，《甄嬛传》被部分网友称为“后宫职场宝典”。网络上出现了许多文章，根据剧情总结现代职场生存法则。許多通过《甄嬛传》講述職場生存的相關書籍也陆续出版。

### 媒体与专家评价
《甄嬛传》发行后获得了媒体和专家褒贬不一的评价。许多评论赞赏其通过复杂的人性描绘和对历史细节的关注，成功地展现了后宫生活的本质和对封建社会和人性的批判性。《新京报》的剧评人李星文给予电视剧正面评价，他认为《甄嬛传》“较为可信地表现了后宫之争”，“在甄嬛嬗变的过程中焕发出一种悲剧感和批判性”，非常具有“本质真实”。《北京日报》的解玺璋认为，《甄嬛传》没有沾染一般网络流行小说的浅薄和庸俗，甚至比许多打着正剧招牌的电视剧，更真实地表达了历史。《羊城晚报》的林如敏认为，《甄嬛传》通过描绘复杂的心计和毒辣的竞争，反映了人性在特定条件下的脆弱和道德败坏。《人民日报》海外版前总编辑丁振海认为，《甄嬛传》“以批判现实主义的创作方法直面封建帝王生活的腐朽本质，揭示了在罪恶封建制度下人的异化。”他还表示，剧中的语言运用对于雍正时代十分得体。时任中国传媒大学教务处主任张育华则将《甄嬛传》比作一篇“人性异化的巨型寓言”，写出了个体在历史面前“那种无助、无奈，还有悲惨的抗争”。时任中国电视艺术家协会副秘书长张彦民称赞了电视剧的故事情节、细节描绘和人物形象，并认为《甄嬛传》是一部上乘之作，鞭辟入里地批判了封建皇权制度。中国传媒大学教授曾庆瑞则将甄嬛比作中国千百年来无数后宫女子的缩影。他亦认为，剧中使用的语言有着《红楼梦》语言韵味的精髓。时任清华大学新闻与传播学院常务副院长尹鴻则认为《甄嬛传》类似于20世纪80年代后期的文化反思作品，具有批判性和启蒙主义色彩。《人民日报》文艺部副主任刘玉琴认为，《甄嬛传》显示出了“创作者对历史的尊重以及把握历史与艺术关系的能力和胆略”，她亦称赞了剧中的服饰礼仪。中国人民大学历史系教授毛佩琦赞赏了《甄嬛传》时代、场景、服饰细节体现出的文化意蕴。2014年1月，《求是》发文认为，《甄嬛传》“不是歌颂阴谋、欣赏斗争，而是借一个个青春女性理想和生命的惨烈毁灭，揭示出封建社会的腐朽本质。”文章强调人民大众的审美鉴赏能力是值得信任的，“文艺批评要充分尊重艺术规律，充分尊重作家艺术家的创造性劳动，最大限度地贴近社会大众的审美心理”。
部分媒体和专家则批评了电视剧展现的价值观，并指出剧中的文化错误。2013年9月，《人民日报》刊文称韩剧《大长今》“只有坚持正义才能最终战胜邪恶”的价值观比《甄嬛傳》“好人斗不过坏人，好人只有变坏、变得比坏人更坏才能战胜坏人”更正确。并指出评价历史题材作品时，最重要的标准还不仅仅是真实性标准，而是价值观标准。不正确的价值观会导致观众把不正确的生存理念带入现实生活。此外，学者鲍鹏山在微博上批评《甄嬛传》的内容偏向权谋斗争和冷酷，缺乏善良美好的元素和对善良的呵护，与《红楼梦》截然不同。而情感专家苏岑亦指出《甄嬛传》“没有真正体现出人性对温暖、光明的渴望”。对于对电视剧价值观的批评，郑晓龙指出，《甄嬛传》旨在改变缺乏正确价值观和历史观的作品。他亦强调自己的作品都带有批判色彩，不会拍摄只为娱乐而忽略现实中的矛盾和斗争。苏州大学教授苏哲声对该剧的价值观持中立态度，他指出，《甄嬛传》成功之处在于反映了当今社会中人们面对工作挑战和上升欲望的心理需求，尽管剧中的生存与奋斗技巧可能并不高尚，但它们却符合现实生活，并具有实用性。剧中的部分情节被清史专家马勇和沈阳故宫博物院研究室主任佟悦认为不符合史实，其中马勇担心作品会扭曲中国历史。佟悦和北京师范大学第二附属中学历史教师纪连海亦指出电视剧中的服饰造型与礼节有不少错漏。对于部分错误，张晓龙表示“如果都按照历史来拍，那么就没有故事了，我们没办法还原历史（……）只能在尊重礼仪的基础上进行一部分创作”。而南京语言文字专家朱启丰则指出了电视剧中演员诸多的读音错误，如“嬛嬛一袅楚宫腰”中的“嬛”被误读作“huán”，实际上正确读音为“xuān”。对此，流瀲紫表示，她原本是讀“xuān”音，但後來由於普羅大眾皆讀之為“huán”，故而順應時勢，改讀“huán”音。古琴演奏家熊云韵则指出甄嬛弹奏古琴时琴的位置是反的。

### 抄襲爭議
2006年晉江文學城管理層判定小說涉嫌抄襲《斛珠夫人》等多部作品，輿論對於原著抄袭问题的批評從未停止，作家匪我思存公开指控流潋紫在《甄嬛传》中抄袭其小说《冷月如霜》，匪我思存誤記多處詩詞錯誤《甄嬛傳》亦沿用，甚至连错误版本都原封不动地复制到影视剧台词中，例如劇中甄嬛在倚梅園祈福時所念的「逆風如解意」即為錯誤版本，還成了劇中的經典台詞，原詩應為唐代崔道融《梅花》中的「朔風如解意，容易莫摧殘」，但匪我思存誤記為「逆風」。

### 获奖与提名
《甄嬛传》获得了多个奖项与提名。在樂視影視盛典，电视剧连续三届都获得了奖项。《甄嬛传》是第2屆搜狐視頻電視劇盛典评选的最佳电视剧。在第26届中国电视金鹰奖，《甄嬛传》获得了優秀電視劇的荣誉。《甄嬛传》和鄭曉龍在第1屆中國影視金牛獎中分别斩获了最佳電視劇和最佳导演两大奖项。而在2012国剧盛典，《甄嬛传》及其导演与演员共获得了7项大奖。在由中国电视剧导演工作委员会主办的2012年中国电视剧导演工作委员会年度评选表彰，《甄嬛传》则获得了年度最佳电视剧。在第41屆國際艾美獎，孫儷获得了最佳女主角的提名。
| 年份 | 頒獎典禮                                   | 獎項                               | 参评主体         | 結果 | 参考 来源 |
| ---- | ------------------------------------------ | ---------------------------------- | ---------------- | ---- | --------- |
| 2011 | 第1屆樂視影視盛典                          | 最期待古裝電視劇                   | 《甄嬛传》       | 獲獎 | [ 116 ]   |
| 2012 | 第2屆樂視影視盛典                          | 最佳古裝情感劇                     | 《甄嬛传》       | 獲獎 | [ 117 ]   |
| 2012 | 第2屆樂視影視盛典                          | 電視劇最佳導演                     | 鄭曉龍           | 獲獎 | [ 117 ]   |
| 2012 | 第18届上海电视节白玉兰奖                   | 最佳導演                           | 鄭曉龍           | 獲獎 | [ 125 ]   |
| 2012 | 第18届上海电视节白玉兰奖                   | 最佳女演員                         | 孫儷             | 提名 | [ 126 ]   |
| 2012 | 2012華鼎獎                                 | 中国古装题材电视剧最佳男演员       | 陳建斌           | 提名 | [ 127 ]   |
| 2012 | 2012華鼎獎                                 | 中国百强电视剧最佳制作机构         | 北京电视艺术中心 | 獲獎 | [ 128 ]   |
| 2012 | 2012華鼎獎                                 | 中国百强电视剧最佳导演             | 郑晓龙           | 提名 | [ 127 ]   |
| 2012 | 2012華鼎獎                                 | 中国百强电视剧最佳新锐男演员       | 李东学           | 提名 | [ 127 ]   |
| 2012 | 2012華鼎獎                                 | 中国百强电视剧最佳男配角           | 张晓龙           | 提名 | [ 127 ]   |
| 2012 | 第2屆搜狐視頻電視劇盛典                    | 最佳電視劇                         | 《甄嬛传》       | 獲獎 | [ 119 ]   |
| 2012 | 第2屆搜狐視頻電視劇盛典                    | 最佳導演                           | 鄭曉龍           | 獲獎 | [ 119 ]   |
| 2012 | 第2屆搜狐視頻電視劇盛典                    | 最佳製片人                         | 曹平             | 獲獎 | [ 119 ]   |
| 2012 | 第2屆搜狐視頻電視劇盛典                    | 最佳編劇                           | 流瀲紫、王小平   | 提名 | [ 129 ]   |
| 2012 | 第2屆搜狐視頻電視劇盛典                    | 最佳男演員                         | 陳建斌           | 提名 | [ 129 ]   |
| 2012 | 第2屆搜狐視頻電視劇盛典                    | 最佳女演員                         | 孫儷             | 獲獎 | [ 119 ]   |
| 2012 | 第2屆搜狐視頻電視劇盛典                    | 最佳男配角                         | 张晓龙           | 提名 | [ 129 ]   |
| 2012 | 第2屆搜狐視頻電視劇盛典                    | 最佳男配角                         | 李东学           | 提名 | [ 129 ]   |
| 2012 | 第2屆搜狐視頻電視劇盛典                    | 最佳女配角                         | 孙茜             | 提名 | [ 129 ]   |
| 2012 | 第2屆搜狐視頻電視劇盛典                    | 最佳女配角                         | 蔣欣             | 獲獎 | [ 119 ]   |
| 2012 | 第2屆搜狐視頻電視劇盛典                    | 最佳新人                           | 李東學           | 提名 | [ 129 ]   |
| 2012 | 第2屆搜狐視頻電視劇盛典                    | 最佳新人                           | 張曉龍           | 提名 | [ 129 ]   |
| 2012 | 第2屆搜狐視頻電視劇盛典                    | 最佳新人                           | 蔣欣             | 提名 | [ 129 ]   |
| 2012 | 第2屆搜狐視頻電視劇盛典                    | 最佳新人                           | 陶昕然           | 提名 | [ 129 ]   |
| 2012 | 第26届中国电视金鹰奖                       | 優秀電視劇                         | 《甄嬛传》       | 獲獎 | [ 120 ]   |
| 2012 | 第1屆中國影視金牛獎                        | 最佳電視劇                         | 《甄嬛传》       | 獲獎 | [ 121 ]   |
| 2012 | 第1屆中國影視金牛獎                        | 最佳導演                           | 鄭曉龍           | 獲獎 | [ 121 ]   |
| 2012 | 第3屆樂視影視盛典                          | 破億俱樂部電視劇類獎               | 《甄嬛传》       | 獲獎 | [ 118 ]   |
| 2012 | 第3屆樂視影視盛典                          | 年度最佳電視劇                     | 《甄嬛传》       | 獲獎 | [ 118 ]   |
| 2012 | 第3屆樂視影視盛典                          | 年度電視劇最佳導演                 | 鄭曉龍           | 獲獎 | [ 118 ]   |
| 2012 | 第3屆樂視影視盛典                          | 年度電視劇最佳編劇                 | 流瀲紫、王小平   | 獲獎 | [ 118 ]   |
| 2012 | 第3屆樂視影視盛典                          | 年度電視劇突破演員                 | 蔣欣             | 獲獎 | [ 118 ]   |
| 2012 | 2012国剧盛典                               | 2012年度十佳電視劇                 | 《甄嬛传》       | 獲獎 | [ 122 ]   |
| 2012 | 2012国剧盛典                               | 2012年度最佳導演                   | 鄭曉龍           | 獲獎 | [ 122 ]   |
| 2012 | 2012国剧盛典                               | 2012年度最佳女主角                 | 孫儷             | 獲獎 | [ 122 ]   |
| 2012 | 2012国剧盛典                               | 2012年度最佳女配角                 | 蔣欣             | 獲獎 | [ 122 ]   |
| 2012 | 2012国剧盛典                               | 2012年度最佳新人男演員             | 李東學           | 獲獎 | [ 122 ]   |
| 2012 | 2012国剧盛典                               | 2012年度網路最受歡迎女演員（港台） | 蔡少芬           | 獲獎 | [ 122 ]   |
| 2012 | 2012国剧盛典                               | 2012年度最具突破精神演員（男）     | 張曉龍           | 獲獎 | [ 122 ]   |
| 2013 | 2012年中国电视剧导演工作委员会年度评选表彰 | 2012年度優秀電視劇                 | 《甄嬛传》       | 獲獎 | [ 123 ]   |
| 2013 | 2012年中国电视剧导演工作委员会年度评选表彰 | 2012年度最佳電視劇                 | 《甄嬛传》       | 獲獎 | [ 123 ]   |
| 2013 | 2012年中国电视剧导演工作委员会年度评选表彰 | 2012年度優秀導演                   | 鄭曉龍           | 獲獎 | [ 123 ]   |
| 2013 | 2012年中国电视剧导演工作委员会年度评选表彰 | 2012年度最佳導演                   | 鄭曉龍           | 獲獎 | [ 123 ]   |
| 2013 | 2012年中国电视剧导演工作委员会年度评选表彰 | 优秀男主角                         | 陳建斌           | 提名 | [ 130 ]   |
| 2013 | 2012年中国电视剧导演工作委员会年度评选表彰 | 最佳男主角                         | 陳建斌           | 提名 | [ 130 ]   |
| 2013 | 2012年中国电视剧导演工作委员会年度评选表彰 | 優秀女演員                         | 孫儷             | 獲獎 | [ 123 ]   |
| 2013 | 2012年中国电视剧导演工作委员会年度评选表彰 | 最佳女演員                         | 孫儷             | 獲獎 | [ 123 ]   |
| 2013 | 2012年中国电视剧导演工作委员会年度评选表彰 | 优秀女配角                         | 蔣欣             | 獲獎 | [ 123 ]   |
| 2013 | 2012年中国电视剧导演工作委员会年度评选表彰 | 最佳女配角                         | 蔣欣             | 提名 | [ 130 ]   |
| 2013 | 2012年中国电视剧导演工作委员会年度评选表彰 | 最佳人物造型設計                   | 陳敏正           | 獲獎 | [ 123 ]   |
| 2013 | 2012年中国电视剧导演工作委员会年度评选表彰 | 最佳美術                           | 陳浩忠           | 獲獎 | [ 123 ]   |
| 2013 | 中國電視劇上海排行榜頒獎禮                 | 年度品質金獎                       | 《甄嬛传》       | 獲獎 | [ 131 ]   |
| 2013 | 第5屆海峽影視季                            | 最受台灣觀眾歡迎大陸電視劇         | 《甄嬛传》       | 獲獎 | [ 132 ]   |
| 2013 | 第17屆北京影視春燕奖                       | 最佳導演獎                         | 鄭曉龍           | 獲獎 | [ 49 ]    |
| 2013 | 第17屆北京影視春燕奖                       | 最佳電視劇歌曲獎                   | 紅顏劫、鳳凰飛   | 獲獎 | [ 49 ]    |
| 2013 | 第41屆國際艾美獎                           | 最佳女主角                         | 孫儷             | 提名 | [ 124 ]   |

## 外部連結
- 官方网站－華視（繁體中文）
- 官方网站－緯來（繁體中文）
- YouTube上的乐视《甄嬛传》官方完整版播放列表
- YouTube上的八大电视《後宮甄嬛傳》官方完整版播放列表
- 互联网电影数据库（IMDb）上《後宮甄嬛傳》的资料（英文）
- 豆瓣电影上《後宮甄嬛傳》的資料 （简体中文）